# 小西健一
小西 健一（こにし けんいち、1909年（明治42年）3月20日 - 1986年（昭和61年）3月20日）は、日本のフィールドホッケー選手、スケート指導者。

## 経歴
朝鮮の咸興市で生まれた。1932年、早稲田大学経済学部を卒業した。
1932年、日本のフィールドホッケーチームのメンバーとして、1932年ロサンゼルスオリンピックに出場し銀メダルを獲得した。彼はフォワードとして2試合に出場した。
1933年、大日本スケート競技連盟（現日本スケート連盟）理事、大日本体育協会（現日本スポーツ協会）理事に就任。1972年札幌オリンピックの日本スケート代表チームの選手強化本部長を務めた。
その他、日本アイスホッケー連盟参与、日本スケート連盟参与、小西産業社長などを務めた。